# The Catch (2020)
The Catch (engl. für „Der Fang“) ist ein Thriller von Matthew Ya-Hsiung Balzer, der im Oktober 2020 beim Austin Film Festival seine Premiere feierte.

## Handlung
Während sich die Welt um sie herum verändert, halten die Fischerfamilien in Neuengland an ihren alten Traditionen fest. Als Beth McManus nach längerer Abwesenheit nach Maine zurückkehrt, um wieder Kontakt mit ihrem Vater aufzunehmen, findet sie die halbe Gemeinde in kriminelle Machenschaften verstrickt vor. Ein Mann namens Eddie Nance führt eine Bande von Drogenschmugglern an. 
Beths Vater Tom, der mit dem Fang von Hummern sein Geld verdient, bemüht sich mit dem letzten Boot, das seiner Familie geblieben ist, in dieser Situation weiterhin unabhängig zu bleiben. Beth aber entwickelt gemeinsam mit ihrem Exfreund einen kühnen Plan.

## Produktion
Matthew Ya-Hsiung Balzer gab mit The Catch sein Spielfilmdebüt, führte Regie und schrieb auch das Drehbuch. Er selbst beschreibt den Thriller als einen „Western on the Water“.

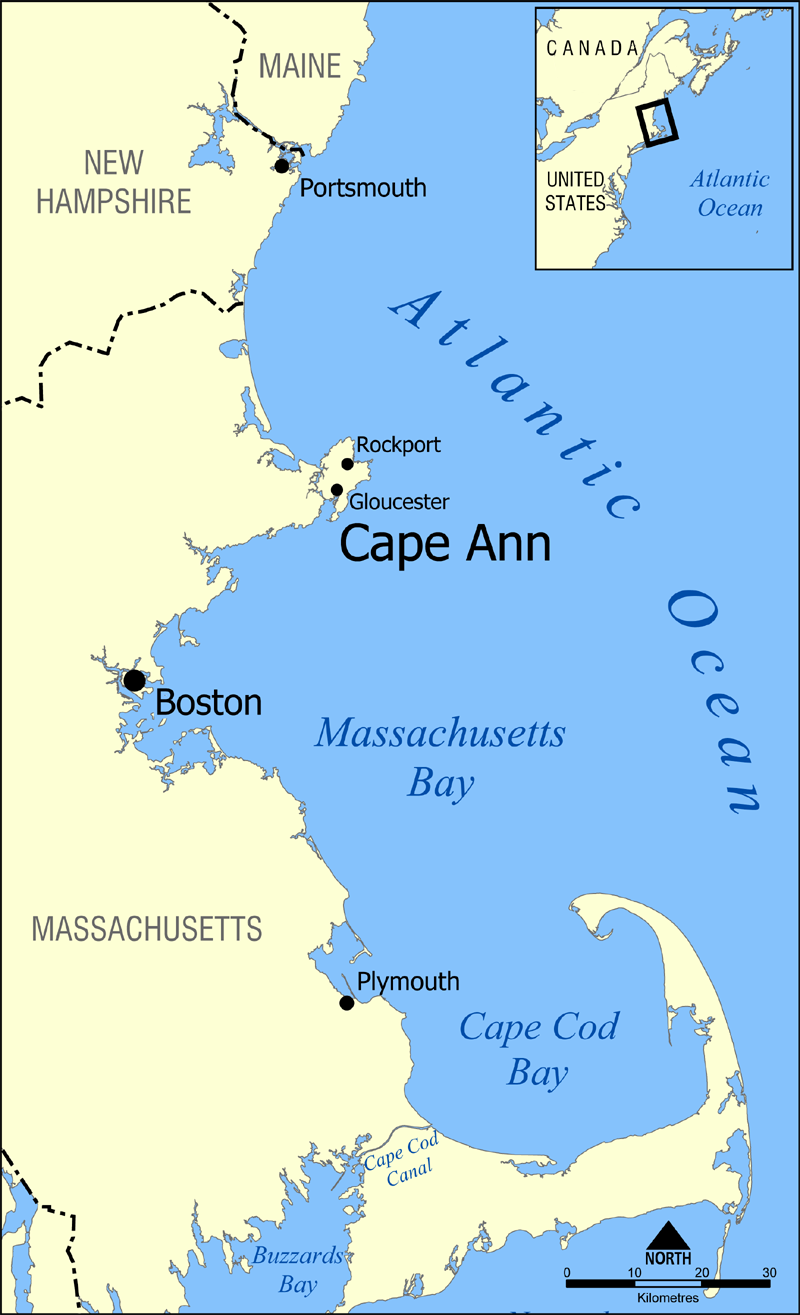
Das Cape Ann in Massachusetts

Katia Winter spielt in der Hauptrolle Beth McManus, Bill Sage ihren Vater Tom.
Gedreht wurde in der am Cape Ann gelegenen Stadt Gloucester in Massachusetts. Als Kameramann fungierte John Wakayama Carey.
Die Filmmusik komponierte Ariel Marx, der bei seiner Arbeit elektronische Musik und traditionelle amerikanische Folk-Elemente verband.
Die Weltpremiere erfolgte am 22. Oktober 2020 beim Austin Film Festival, die Premiere im Vereinigten Königreich beim Manchester International Film Festival. Im April 2021 wird der Film beim Florida Film Festival vorgestellt.

## Auszeichnungen
Austin Film Festival 2020
- Nominierung für den Publikumspreis (Matthew Ya-Hsiung Balzer)
- Nominierung für den Narrative Feature Award (Matthew Ya-Hsiung Balzer)[6]

Manchester International Film Festival 2021
- Auszeichnung als Beste Schauspielerin mit dem Preis der Jury (Katia Winter)
- Auszeichnung für die Beste Kamera (John Wakayama Carey)
- Auszeichnung für das Beste Drehbuch (Matthew Ya-Hsiung Balzer)
- Auszeichnung als Film of the Festival (Matthew Ya-Hsiung Balzer, Kierke Panisnick und Amy Durning)
- Auszeichnung als Bester internationaler Film (Matthew Ya-Hsiung Balzer, Kierke Panisnick und Amy Durning)[7]